# Keira Walsh
Pour les articles homonymes, voir Walsh.
Keira Walsh, née le 8 avril 1997 à Rochdale, est une footballeuse internationale anglaise, qui joue au poste de milieu défensive au Chelsea FC.

## Biographie
Keira Walsh grandit à Rochdale dans le quartier de Syke.

### En club
Elle commence le football dès l'école primaire. Enfant, elle joue pour les Pearson Juniors et les Samba Stars. Elle est ensuite formée aux Blackburn Rovers. Elle joue d'abord au poste de latérale gauche, puis en défense centrale, avant d'être repositionnée milieue défensive,.
En 2014, elle signe son premier contrat professionnel à Manchester City. Elle remporte le championnat d'Angleterre en 2016.
Au mercato estival 2022, elle est recrutée par le FC Barcelone pour la somme record de 460 000 €. Après six mois d'adaptation, elle s'impose dans le milieu de terrain catalan. En 2023, elle joue un rôle essentiel dans la remontada face à Wolfsburg en finale de Ligue des champions.
Avec les Blaugranas, elle remporte deux Ligues de champions, deux championnats et une coupe de la reine.
En janvier 2025, elle retourne en WSL et signe à Chelsea pour une somme avoisinant les 800 000 £.

### En sélection
Keira Walsh honore sa première sélection avec les Lionesses en novembre 2017. En 2019, elle participe à la coupe du monde et atteint les demi-finales.
Lors de l'Euro 2022, elle est élue meilleure joueuse de la finale, remportée face à l'Allemagne.
Lors de la coupe du monde 2023, elle se blesse lors du deuxième match de groupe face au Danemark, manque un match mais peut finalement disputer le reste d'une compétition où les Anglaises atteignent la finale.

## Style de jeu
Walsh est une milieu défensive qui organise le jeu de l'arrière. Elle excelle pour sa vision du jeu et sa qualité de passe.

## Palmarès

### En club
Manchester City
- Championnat d'Angleterre (1) :
  - Championne en 2016
  - Deuxième en 2015, 2017, 2018, 2019, 2021
- Coupe d'Angleterre (3) :
  - Vainqueure en 2017, 2019, 2020
  - Finaliste en 2022
- Coupe de la ligue anglaise (4) :
  - Vainqueure en 2014, 2016, 2019, 2022
  - Finaliste en 2018

 FC Barcelone
- Championnat d'Espagne (2) :
  - Championne en 2023, 2024
- Coupe d'Espagne (1) :
  - Vainqueure en 2024
- Supercoupe d'Espagne (3) :
  - Vainqueure en 2023, 2024, 2025
- Ligue des champions (2) :
  - Vainqueure en 2023, 2024

 Chelsea
- Coupe de la ligue (1) :
  - Vainqueuse en 2025
- Championne d'Angleterre (1) : 
  - Championne en 2025
- Coupe d'Angleterre (1) :
  - Vainqueuse en 2025

### Sélection
Équipe d'Angleterre
- Vainqueur du Championnat d'Europe : 2022 et 2025
- Vainqueur de la Finalissima féminine : 2023
- Finaliste de la Coupe du monde : 2023
- SheBelieves Cup : 2019
- Arnold Clark Cup : 2022, 2023

### Individuel
- Membre de l'équipe-type du Championnat d'Europe en 2022